# Footbag

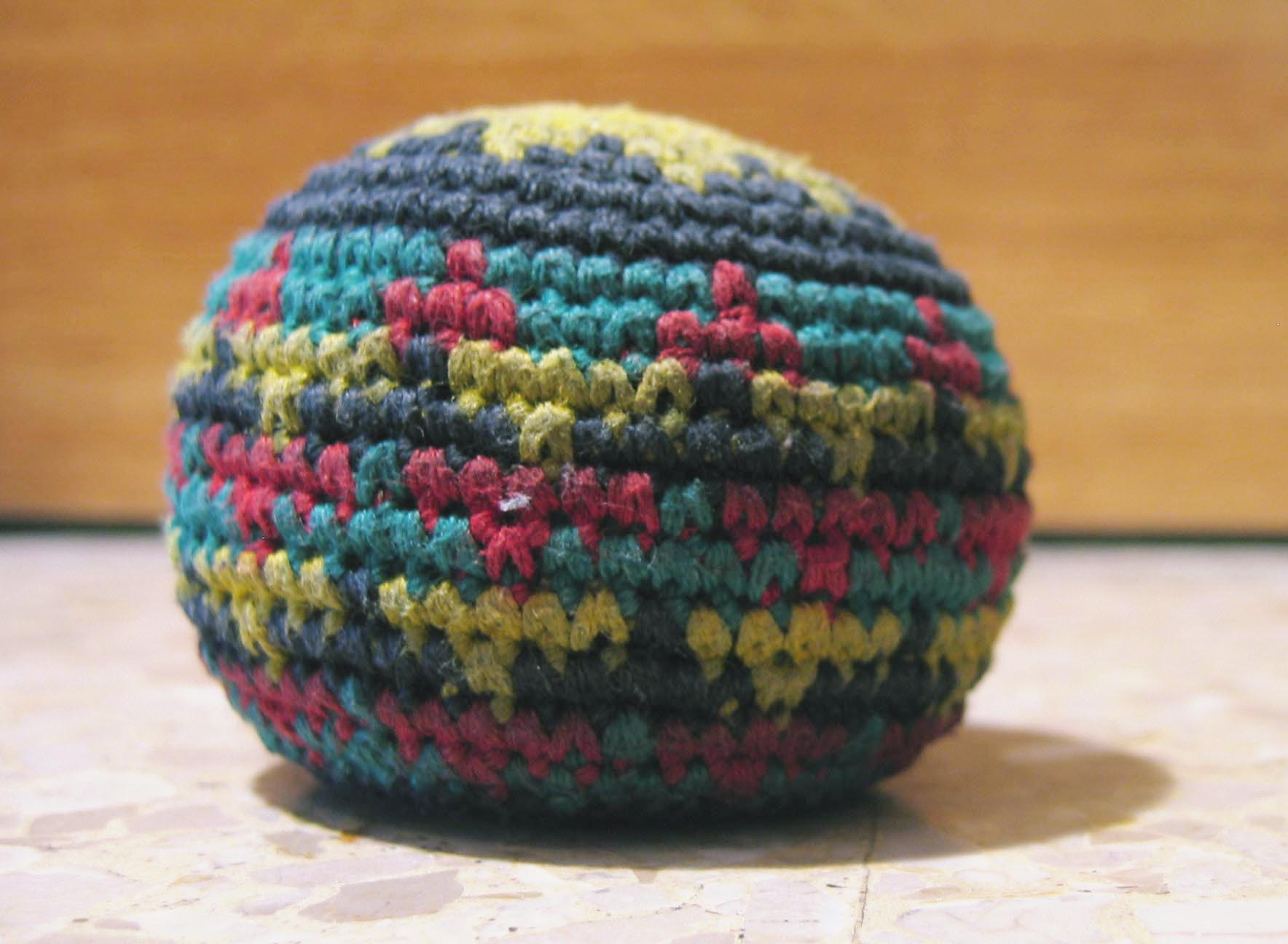
Uma footbag feita de crochê.

O footbag é um esporte inventado em 1972 nos Estados Unidos, caracteristicamente de baixo impacto e que tem por objetivo manter uma pequena bola no ar por meio de chutes.  "Hacky Sack" é o nome de uma marca de footbag popular na década de 1970 (atualmente de propriedade da Wham-O), que desde então se tornou uma marca genérica.

## Forma de jogar
É baseado em chutes (kicks) e em paradas (delays) e pode ser jogado individualmente ou em grupo. Apesar de existirem uma infinidade de tipos de chutes, pode-se dizer que as três formas usuais de chutes e paradas são feitas de seis formas básicas:
- Chutar com a parte superior do pé (toe kick);
- Chutar com a lateral interna do pé (inside kick);
- Chutar com a lateral externa do pé (outside kick).
- Parar com a parte superior do pé (toe delay);
- Parar com a lateral interna do pé (inside delay);
- Parar com a lateral externa do pé (outside delay).

## Jogo cooperativo
Apesar de existirem diversas competições organizadas no mundo inteiro, o footbag é antes de tudo um jogo que privilegia a cooperação entre os seus praticantes. Isto significa que a sua filosofia está baseada em conceitos que visam o respeito e a cordialidade entre as pessoas. Os jogos cooperativos promovem uma ideia que se convencionou chamar de ganha-ganha, e por isso no footbag ninguém joga contra você. Todos possuem o mesmo objetivo: não deixar a bola de footbag cair no chão. Sendo assim, a intenção não é distinguir vencedores de perdedores ao fim de uma partida.

## História
No verão de 1972, Mike Marshall e John Stalberger se conheceram em Oregon City, EUA, e tornaram-se grandes amigos. Nesse mesmo dia Mike Marshall pegou um pequeno saco feito a partir de remendos repleto de feijões e começou a fazer malabarismo usando as mãos, os pés e a cabeça. Ele tinha aprendido esse jogo com um indígena que morava na redondeza.
John Stalberger adorou o jogo e eles praticamente jogavam todo dia. Em seis meses eles já dominavam com perfeição a pequena bola e aos poucos foram percebendo que aquele hobbie poderia se transformar num esporte. Chamaram-no inicialmente de Hack the Sack. Posteriormente foi criada a marca Hacky Sack® e o termo genérico footbag batizou o novo esporte. Em 1983 a empresa Wham-O comprou os direitos sobre a marca Hacky Sack®.
Infelizmente Mike Marshall veio a falecer em 1975 com um ataque cardíaco enquanto dormia, aos 28 anos de idade. Stalberger então passou a difundir o esporte por todo os Estados Unidos. Um ano após a morte de Mike, a Associação Nacional de Hacky Sack foi fundada e novos jogadores aderiram à associação.
Eles então passaram a divulgar o esporte em todos os lugares onde tinham permissão - escolas, áreas públicas, shows, etc. 
Hoje, o footbag é um esporte praticado em vários países do mundo e existem várias competições organizadas. As regras oficiais e as diretrizes gerais do esporte são controladas pela Associação Internacional de Footbag (IFPA).

## Modalidades

### Freestyle
Em se tratando de footbag, o freestyle (que em português significa Estilo Livre) é a modalidade que vem sofrendo as maiores mudanças nos últimos 20 anos. O freestyle é a forma artística do esporte. Pode ser tanto uma sequência de manobras difíceis que os olhos mal conseguem acompanhar (algo que, em inglês, é chamado de Shred) ou uma sequência de chutes precisos, como se o jogador estivesse em câmera lenta. 

### Net
O footbag net é jogado de forma muito similar ao voleibol, só que neste caso utiliza-se os pés. O footbag é menor e um pouco mais duro também (geralmente feito a partir de couro). Os jogos podem ser individuais (uma pessoa de cada lado) ou em duplas (duas pessoas de cada lado). A quadra possui um tamanho de 6,1 x 13,4m e a rede fica a uma altura de 1,5 metro. Assim como no voleibol, existem bloqueios, saques e cortadas, só que tudo isso com os pés. 

### Golfe
Na modalidade golfe o que conta é a precisão do chute em diferentes tipos de footbags. Para longas distâncias são usadas bolas mais duras (chamadas de driver) e para distâncias menores são usadas bolas mais macias, chamadas de putter). Esta é uma modalidade de footbag não muito difundida, mas que possui um charme peculiar. Não é preciso muito talento com o footbag para jogar o footbag golfe e suas regras são bastante simples, parecidas com o golfe tradicional. O jogador tem de 3 a 5 tentativas por buraco, que neste caso é um funil com 76 cm de diâmetro.

### Consecutivo
Na modalidade de chutes consecutivos dois jogadores a 3 metros de distância mantém-se chutando a bola de footbag um para o outro. O jogo termina quando a bola encosta em qualquer parte do corpo acima do joelho, quando os 3 metros são quebrados ou quando o footbag cai no chão.